# Svetlana Kiseliova
Svetlana Kiseliova (née le 25 août 1971 à Mykolaïv) est une cavalière ukrainienne de dressage.
Elle participe aux Jeux olympiques d'été de 2012, où elle finit 46e de l'épreuve individuelle.